# UTC+01:00

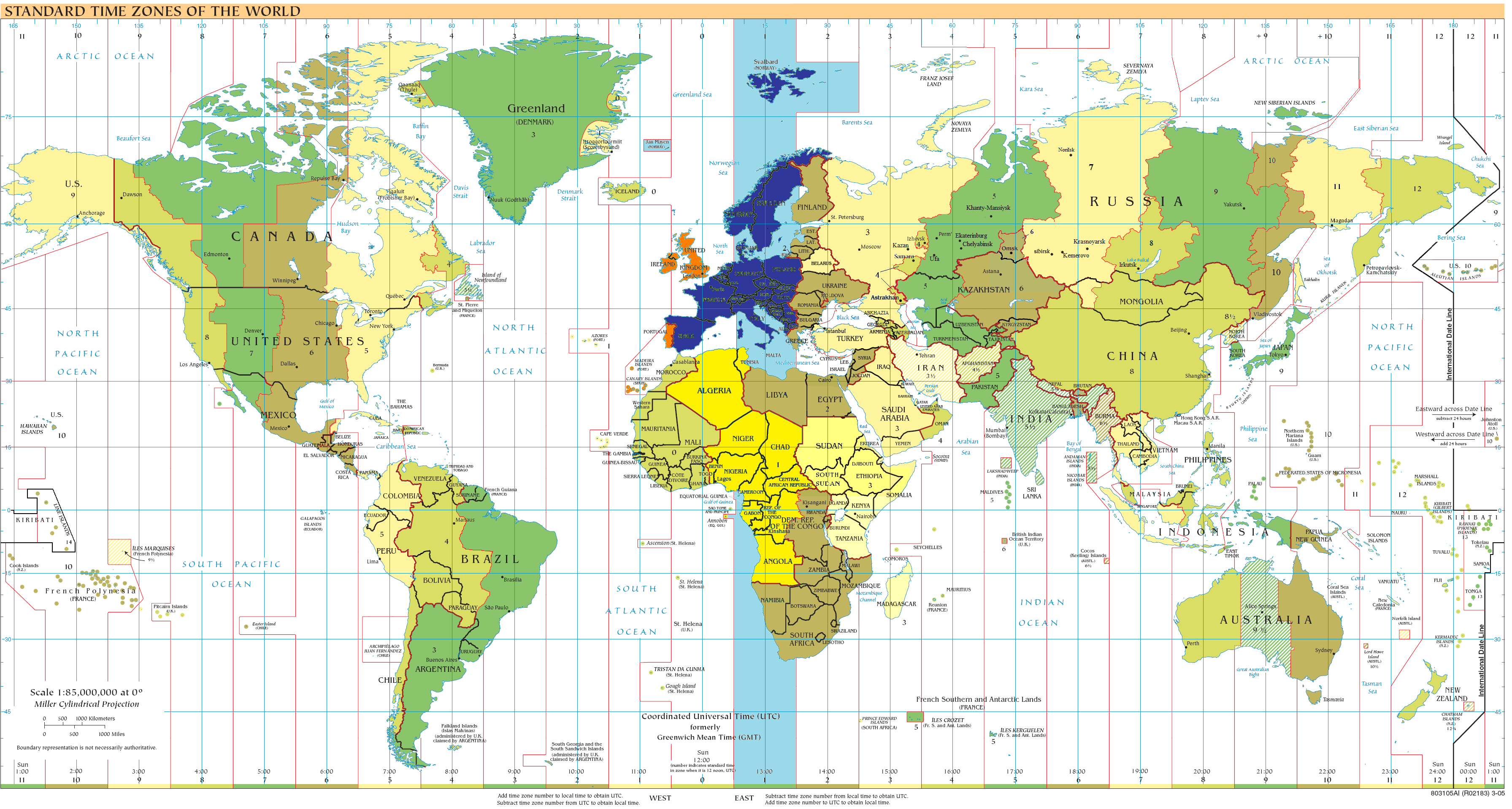
UTC+01:00

UTC+01:00 (A – Alpha) – strefa czasowa, odpowiadająca czasowi słonecznemu południka 15°E.
Do strefy czasowej UTC+01:00 należą czas środkowoeuropejski (CET, Central European Time), czas zachodnioafrykański (WAT, West Africa Time), czas zachodnioeuropejski letni (WEST, Western European Summer Time), czas brytyjski letni (BST, British Summer Time).
W strefie znajdują się m.in. Amsterdam, Berlin, Bruksela, Casablanca, Kinszasa, Lagos, Madryt, Oslo, Paryż, Rzym, Warszawa i Wiedeń.

## Strefa całoroczna
Afryka:
- Algieria
- Angola
- Benin
- Czad
- Demokratyczna Republika Konga (Kinszasa oraz prowincje: Kongo Środkowe, Kwango, Kwilu, Mai-Ndombe, Mongala, Prowincja Równikowa, Tshuapa, Ubangi Północne i Ubangi Południowe)
- Gabon
- Gwinea Równikowa
- Kamerun
- Kongo
- Maroko (oprócz Ramadanu)
- Niger
- Nigeria
- Republika Środkowoafrykańska
- Tunezja

## Czas standardowy (zimowy) na półkuli północnej
Europa:
- Albania
- Andora
- Austria
- Belgia
- Bośnia i Hercegowina
- Chorwacja
- Czarnogóra
- Czechy
- Dania
- Francja
- Gibraltar
- Hiszpania
- Holandia
- Kosowo
- Liechtenstein
- Luksemburg
- Macedonia Północna
- Malta
- Monako
- Niemcy
- Norwegia
- Polska
- San Marino
- Serbia
- Słowacja
- Słowenia
- Szwajcaria
- Szwecja
- Watykan
- Węgry
- Włochy

## Czas standardowy (zimowy) na półkuli południowej
Obecnie na półkuli południowej nie stosuje się czasu letniego lub zimowego w żadnej strefie UTC +1:00. W latach 1994–2017 czas zimowy stosowała Namibia.

## Czas letni na półkuli północnej
Afryka:
- Hiszpania (Wyspy Kanaryjskie)

Europa:
- Guernsey
- Irlandia
- Jersey
- Portugalia (z wyłączeniem Azorów)
- Wielka Brytania
- Wyspa Man
- Wyspy Owcze